# Чемпіонат СРСР з легкої атлетики в приміщенні 1984
Чемпіонат СРСР з легкої атлетики в приміщенні 1984 року був проведений 17-19 лютого в Москві в спортивному комплексі «Крилатське», який втретє поспіль в свої історії прийняв старти чемпіонату.
Високі результати були показані в чоловічих змаганнях зі штовхання ядра. Шестеро спортсменів штовхнули знаряддя за 20-метрову позначку, а троє призерів — за 21 метр. Чемпіон країни Сергій Каснаускас двічі під час турніру покращив вище європейське досягнення: 21,42 м в четвертій спробі та 21,46 м — в шостій.
В бігу на 800 метрів у чоловіків вище національне досягнення встановив Віктор Калінкін (1.47,77). Ще одне загальносоюзне досягнення — в активі спринтера Олександра Євгеньєва, який виграв 200 метрів з результатом 20,83.
Чемпіонство з легкоатлетичних багатоборств було розіграно 10-11 лютого в Запоріжжі, вдруге поспіль в історії змагань.

## Медалісти

### Чоловіки
| Дисципліни            | Золото                        | Золото      | Срібло                          | Срібло  | Бронза                       | Бронза  |
| --------------------- | ----------------------------- | ----------- | ------------------------------- | ------- | ---------------------------- | ------- |
| 60 метрів             | Олександр Шумилов Владивосток | 6,65        | Олександр Євгеньєв Ленінград    | 6,67    | Микола Юшманов Ленінград     | 6,68    |
| 200 метрів            | Олександр Євгеньєв Ленінград  | 20,83 NIB   | Анатолій Литвинов Липецьк       | 21,27   | Сергій Кончиц Гомель         | 21,33   |
| 400 метрів            | Василь Полікашин Москва       | 47,07       | Сергій Ловачов Ташкент          | 47,24   | Аліф Алієв Тбілісі           | 47,40   |
| 800 метрів            | Віктор Калінкін Пенза         | 1.47,77 NIB | Олександр Костецький Улан-Уде   | 1.48,68 | Леонід Масунов Одеса         | 1.48,78 |
| 1500 метрів           | Ігор Лоторьов Курськ          | 3.44,65     | Ерік Барковський Даугавпілс     | 3.44,99 | Сергій Астапенко Мінськ      | 3.45,03 |
| 3000 метрів           | Геннадій Фішман Мінськ        | 7.54,77     | Валерій Абрамов Московська обл. | 7.54,85 | Віталій Тищенко Київ         | 7.54,91 |
| 60 метрів з бар'єрами | Андрій Прокоф'єв Москва       | 7,66        | Ігор Казанов Даугавпілс         | 7,78    | Георгій Шабанов Псков        | 7,81    |
| Стрибки у висоту      | Валерій Середа Ленінград      | 2,30 м      | Олександр Котович Київ          | 2,30 м  | Олексій Дем'янюк Львів       | 2,28 м  |
| Стрибки з жердиною    | Олександр Крупський Іркутськ  | 5,65 м      | Сергій Смоляков Московська обл. | 5,60 м  | Родіон Гатаулін Ташкент      | 5,60 м  |
| Стрибки у довжину     | Оганес Степанян Ленінакан     | 8,08 м      | Юрій Морковкин Ростов-на-Дону   | 7,99 м  | Костянтин Семикін Москва     | 8,07 м  |
| Потрійний стрибок     | Володимир Плеханов Москва     | 17,09 м     | Григорій Ємець Кривий Ріг       | 16,86 м | Маріс Бружикс Стучка         | 16,66 м |
| Штовхання ядра        | Сергій Каснаускас Мінськ      | 21,46 м EIB | Яніс Боярс Лимбажі              | 21,25 м | Володимир Кисельов Кременчук | 21,06 м |

### Жінки
| Дисципліни            | Золото                                        | Золото  | Срібло                           | Срібло  | Бронза                               | Бронза  |
| --------------------- | --------------------------------------------- | ------- | -------------------------------- | ------- | ------------------------------------ | ------- |
| 60 метрів             | Ольга Антонова Іркутськ                       | 7,29    | Світлана Жиздрікова Москва       | 7,34    | Ольга Золотарьова Іркутськ           | 7,43    |
| 200 метрів            | Наталія Бочина Ленінград                      | 23,59   | Ольга Антонова Іркутськ          | 23,68   | Лілія Новосельцева-Тузнікова Грозний | 23,70   |
| 400 метрів            | Марина Степанова Ленінград                    | 53,39   | Людмила Джигалова Харків         | 53,55   | Людмила Бєлова Москва                | 53,72   |
| 800 метрів            | Катерина Подкопаєва-Поривкіна Московська обл. | 2.00,70 | Равіля Аглетдінова Мінськ        | 2.00,82 | Ірина Под'яловська Москва            | 2.01,40 |
| 1500 метрів           | Тетяна Хамітова Запоріжжя                     | 4.09,25 | Тетяна Позднякова Улан-Уде       | 4.09,55 | Наталія Боборова Ленінград           | 4.09,78 |
| 3000 метрів           | Галина Захарова Челябінськ                    | 8.50,40 | Наталія Боборова Ленінград       | 8.51,55 | Галина Кірєєва Ленінград             | 8.55,86 |
| 60 метрів з бар'єрами | Віра Акімова-Тінькова Москва                  | 7,93    | Тетяна Малюванець Ворошиловград  | 8,01    | Марія Мерчук Кишинів                 | 8,15    |
| Стрибки у висоту      | Людмила Бутузова Чирчик                       | 1,93 м  | Світлана Ніколаєва Ворошиловград | 1,93 м  | Галина Бригадна Ашхабад              | 1,93 м  |
| Стрибки у довжину     | Ольга Ануфрієва Горький                       | 6,64 м  | Олена Іванова Москва             | 6,60 м  | Галина Чистякова Москва              | 6,59 м  |
| Штовхання ядра        | Нуну Абашидзе Одеса                           | 20,88 м | Наталія Лісовська Москва         | 19,88 м | Наталія Ахрименко Ленінград          | 19,37 м |

## Чемпіонат СРСР з легкоатлетичних багатоборств в приміщенні
Чемпіонство з легкоатлетичних багатоборств було розіграно 10-11 лютого в межах окремого чемпіонату СРСР з багатоборств в приміщенні, вдруге в історії змагань проведеного в Запоріжжі в манежі учбово-спортивної бази заводу «Запоріжсталь».

### Чоловіки
| Дисципліна     | Золото                  | Золото           | Срібло                   | Срібло           | Бронза                     | Бронза           |
| -------------- | ----------------------- | ---------------- | ------------------------ | ---------------- | -------------------------- | ---------------- |
| Восьмиборство* | Вадим Подмарьов Ташкент | 6539 очок (6701) | Павло Тарновецький Львів | 6480 очок (6641) | Олександр Арешин Ленінград | 6462 очки (6623) |

### Жінки
| Дисципліна    | Золото                     | Золото           | Срібло              | Срібло           | Бронза                     | Бронза           |
| ------------- | -------------------------- | ---------------- | ------------------- | ---------------- | -------------------------- | ---------------- |
| Шестиборство* | Надія Виноградова Улан-Уде | 5539 очок (5674) | Тетяна Шпак Донецьк | 5485 очок (5639) | Марина Спіріна Свердловськ | 5406 очок (5507) |

* Для визначення переможця в змаганнях багатоборців використовувалась стара система нарахування очок. Перерахунок з використанням сучасних таблиць переводу результатів наведений в дужках.

## Медальний залік
Нижче представлений загальний медальний залік за підсумками обох чемпіонатів.
| Місце | Команда         | Золото | Срібло | Бронза | Загалом |
| ----- | --------------- | ------ | ------ | ------ | ------- |
| 1     | РРФСР           | 9      | 8      | 3      | 20      |
| 2     | Москва          | 4      | 3      | 4      | 11      |
| 3     | Ленінград       | 4      | 2      | 5      | 11      |
| 4     | УРСР            | 2      | 7      | 4      | 13      |
| 5     | Білоруська РСР  | 2      | 1      | 2      | 5       |
| 6     | Узбецька РСР    | 2      | 1      | 1      | 4       |
| 7     | Вірменська РСР  | 1      | 0      | 0      | 1       |
| 8     | Латвійська РСР  | 0      | 3      | 1      | 4       |
| 9     | Молдавська РСР  | 0      | 0      | 1      | 1       |
| 9     | Туркменська РСР | 0      | 0      | 1      | 1       |
| 9     | Грузинська РСР  | 0      | 0      | 1      | 1       |

## Командний залік
Нижче наведені дані щодо командного заліку на основному чемпіонаті, який офіційно визначався в розрізі союзних республік.

### Союзні республіки
| Місце     | Команда        | Очки    |
| Група І   | Група І        | Група І |
| --------- | -------------- | ------- |
| 1         | РРФСР-І        | 539     |
| 2         | УРСР-І         | 472     |
| 3         | Москва         | 375     |
| 4         | Ленінград      | 350     |
| 5         | Білоруська РСР | 142     |
| Група II  |                |         |
| 1         | Узбецька РСР   | 187     |
| 2         | Латвійська РСР | 143     |
| 3         | РРФСР-II       | 105     |
| Група III |                |         |
| 1         | РРФСР-III      | 68      |